# ジキル博士とハイド氏 (1920年のヘイドン監督の映画)
『ジキル博士とハイド氏』（Dr. Jekyll and Mr. Hyde）は、チャールズ・J・ヘイドンが脚本・監督を担当した、1920年公開のホラー映画である 。ロバート・ルイス・スティーヴンソンの同名小説を基にした作品はこの年だけで3本も制作され、この作品以前に『狂へる悪魔』、『ジキル博士とハイド氏』という順番で制作されている。この作品は同年にジョン・バリモア（ドリュー・バリモアの祖父）が演じた『狂へる悪魔』ほどあまり評価されていない。

## あらすじ
ジキル博士の最初の変身は、彼の家の執事が『ご主人様は地獄の使者になってしまわれた!』と嘆くシーンから始まる。その‘地獄の使者’ハイドは、とがった歯に不ぞろいな髪といういでたちをしており、婦人の財布を盗むなどといった悪行を重ねては、町中をこそこそとうろつきまわっていた。そしてとうとうハイドは警察に逮捕・尋問され、牢屋に入れられた挙句、電気椅子に縛り付けられる。そこでジキル博士の悪夢は覚め、自分が自宅のイスの上に座りながら眠っていたことに気づくと、「僕は神を信じている、僕の魂もここにある」と言って、化学薬品を作らないことを誓ったのだった。

## キャスト
- シェルドン・ルイス：ジキル博士／ハイド氏
- アレックス・シャノン：ラニョン博士
- ドーラ・ミリス・アダムス：ラニョン氏
- グラディス・フィールド：バーニス・ラニョン
- ハロルド・フォシェイ：エドワード・アタスン
- レスリー・オースティン：ダンヴァーズ・カルー

## 引用
- Hardy, Phil, ed. (1995), The Overlook Film Encyclopedia, 3, Overlook Press, ISBN 0-87951-624-0